# Klaus-Peter Schulze (Politiker)
Klaus-Peter Friedrich Walter Schulze (* 3. Juli 1954 in Döbern) ist ein deutscher Politiker (CDU) und Lehrer. Er war elf Jahre Bürgermeister der Stadt Spremberg (2002–2013) und anschließend für zwei Wahlperioden Mitglied des Deutschen Bundestages (2013–2021).

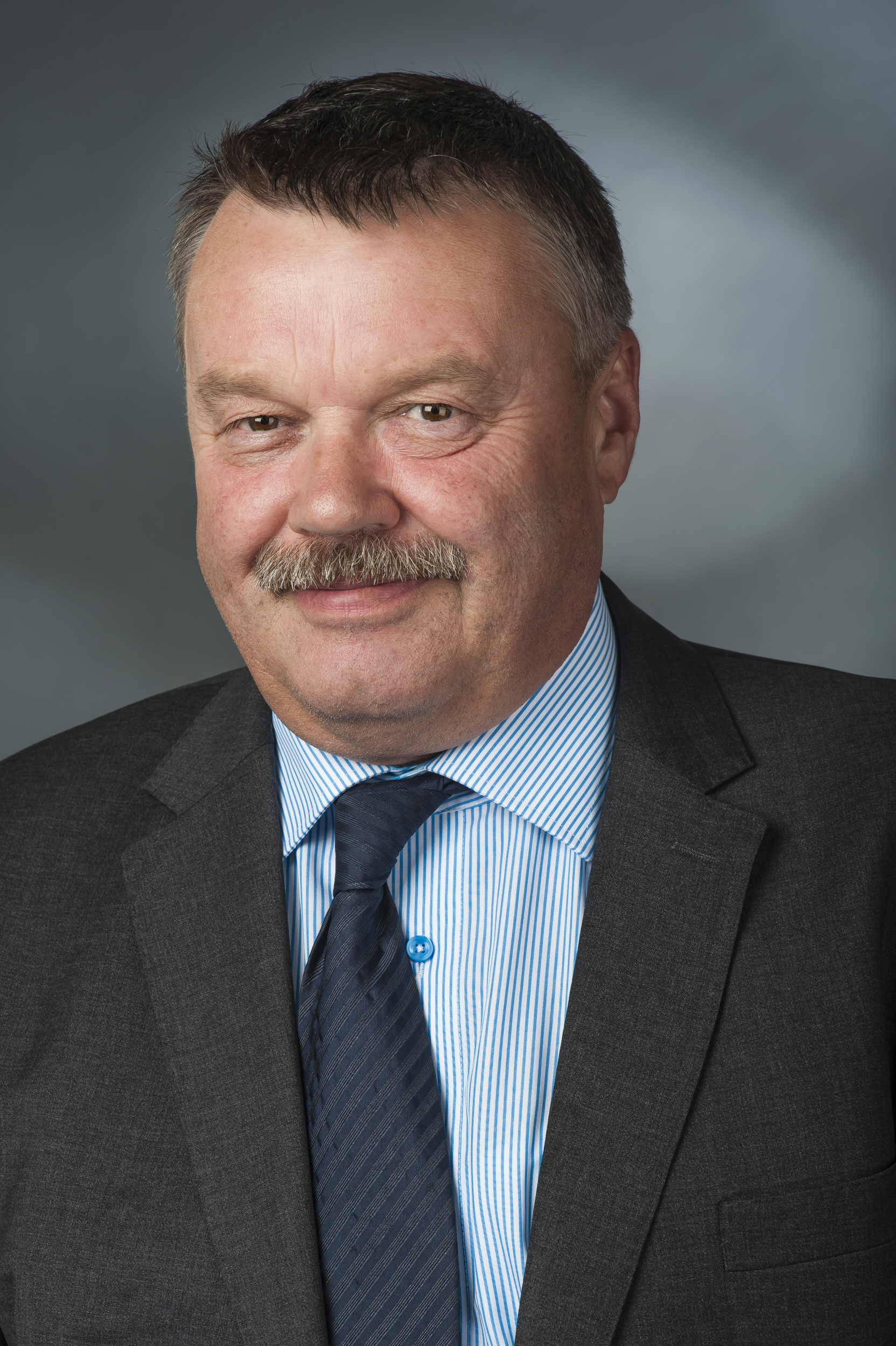
Klaus-Peter Schulze (2014)

## Leben
Klaus-Peter Schulze verbrachte seine Schulzeit von 1961 bis 1973 in Spremberg. 1973 machte er dort sein Abitur. In den folgenden zwei Jahren (1973–75) absolvierte er den Grundwehrdienst in Cottbus. Das Diplomstudium für Biologie und Chemie führte ihn nach Potsdam. Von 1982 bis 1985 aspirierte er an der Zentrale für Wasservogelforschung der DDR. 1985 promovierte Schulze an der Pädagogischen Hochschule Potsdam zu dem Thema „Etho-ökologische Untersuchungen an einer Freilandpopulation der Graugans“.
In den Jahren 1979 bis 1982 war Schulze als Lehrer für die Fächer Biologie und Chemie in der Region Spremberg tätig.
Von 1985 bis 1990 leitete Klaus-Peter Schulze die Station Junger Techniker und Naturforscher in Spremberg. Ab Juli 1990 arbeitete er als Amtsleiter und Dezernent im Landratsamt Spremberg. Von 1994 bis 2002 war Schulze Beigeordneter in der Kreisverwaltung Spree-Neiße. 2002 wurde er zum Hauptamtlichen Bürgermeister der Stadt Spremberg gewählt, 2010 erfolgte seine Wiederwahl. Das Amt als Bürgermeister hat er 2013 zu Gunsten seines Bundestagsmandates abgegeben.
Klaus-Peter Schulze ist verheiratet und hat drei Kinder, zwei Söhne und eine Tochter.

## Politik
Klaus-Peter Schulze trat 1993 in die CDU ein. Zwischen den Jahren 2003 und 2007 war er Beisitzer im CDU-Landesvorstand Brandenburg, ab 2002 Beisitzer im Ortsverband Spremberg und von 2013 bis 2015 Vorsitzender des Ortsverbandes Spremberg.
Bei der Bundestagswahl 2013 gewann er mit 35,9 Prozent der Erststimmen für die CDU das Direktmandat im Bundestagswahlkreis Cottbus – Spree-Neiße. 
Schulze konnte bei der Bundestagswahl 2017 sein Direktmandat mit 28,4 Prozent verteidigen. Zwischen 2014 und 2019 war er zudem Mitglied des Kreistages des Landkreises Spree-Neiße. Im 19. Deutschen Bundestag war Schulze Mitglied im Ausschuss für Umwelt, Naturschutz und nukleare Sicherheit und im Ausschuss für Tourismus. Im Ausschuss für Umwelt, Naturschutz und nukleare Sicherheit war er u. a. Berichterstatter seiner Fraktion für den Natur- und Artenschutz sowie Ko-Berichterstatter für Umwelt und Landwirtschaft sowie maritime Biodiversität. Als promovierter Biologe und langjähriger Umweltdezernent des Landkreises Spree-Neiße konnte Schulze vor allem seine Fachkenntnisse im Bereich des Naturschutzes in den Ausschuss mit einbringen. Er setzte sich insbesondere für die Nachnutzung der Tagebaugebiete in der Lausitz und für das Thema Eisenoxidbelastung der Gewässer ein. 
Im Ausschuss für Tourismus war Klaus-Peter Schulze Berichterstatter für die Themen Berufsbild Tourismus, Tourismus und Naturschutz, Tourismus und Nachhaltigkeit, Naturparke/Nationalparke und grundsätzliche Umweltfragen. Er setzte sich maßgeblich für die regionale Entwicklung der Lausitzer Seenlandschaft und des Spreewaldes ein. Schon in der Zeit als Beigeordneter hat er ein Radwegekonzept im Kreis Spree-Neiße umgesetzt und einen Fremdenverkehrsverein mitgegründet.
Zudem gehörte Schulze als stellvertretendes Mitglied dem Ausschuss für wirtschaftliche Zusammenarbeit und Entwicklung an.
2014 wurde Schulze auf Vorschlag der CDU/CSU-Bundestagsfraktion als stellvertretendes Mitglied in den Parlamentarischen Beirat der Stiftung für das sorbische Volk gewählt. 2019 wurde er stellvertretender Vorsitzender des Parlamentarischen Beirats.
Für die Zeit vom 1. April 2015 bis zum 1. April 2017 war er als berufenes Mitglied im Beirat des Bundesamtes für Naturschutz für die Internationale Naturschutzakademie (INA) auf Vilm.
Klaus-Peter Schulze setzte sich für die weitere Nutzung der heimischen Braunkohle in seinem Wahlkreis ein. Er war Mitglied der Landesgruppe Brandenburg, einem Zusammenschluss aller brandenburgischen CDU-Abgeordneten im Deutschen Bundestag. Außerdem war er Mitglied der Arbeitsgemeinschaft Kommunalpolitik und der Kommission Aufbau Ost der CDU/CSU-Fraktion. Die Kommission Aufbau Ost ist ein Zusammenschluss aller CDU-Bundestagsabgeordneten aus den neuen Ländern mit dem Ziel, die Belange Ostdeutschlands in der Arbeit der Fraktion sowie der Bundesregierung ausreichend zu berücksichtigen. Im Juni 2014 konstituierte sich der interfraktionelle „Parlamentskreis Energieeffizienz im Deutschen Bundestag“, dem auch Klaus-Peter Schulze angehörte. Dieser diskutiert in regelmäßigen Arbeitstreffen aktuelle Gesetzesentwürfe und erarbeitet gemeinsame Positionen.
Schulze war Mitglied der Deutsch-Zentralasiatischen, der Deutsch-Mittelamerikanischen Parlamentariergruppe sowie der Parlamentariergruppe Cono-Sur-Staaten. Zudem war er Mitglied der Parlamentarischen Gruppe Frei fließende Flüsse.
Im Januar 2021 kündigte Schulze an, nicht erneut bei der Bundestagswahl 2021 anzutreten. Er bleibt mit dem Thema Wasser verbunden, so unterstützt er die kommunale Lausitzrunde in einer Wasser-AG, die sich mit den Auswirkungen von Klimawandel und schrittweisem Ausstieg aus der Braunkohleförderung auf den Wasserhaushalt der Lausitzer Seen und Fließgewässer beschäftigt.